# Vogtsmühle (Marktrodach)
Vogtsmühle ist ein Gemeindeteil des Marktes Marktrodach im Landkreis Kronach (Oberfranken, Bayern).

## Geographie
Der Einöde liegt am Mühlbach, der unmittelbar westlich als linker Zufluss in die Rodach mündet. Ein Anliegerweg führt nach Unterrodach zur Bundesstraße 173 (0,8 km nordöstlich).

## Geschichte
Gegen Ende des 18. Jahrhunderts gehörte Vogtsmühle zur Realgemeinde Unterrodach. Das Hochgericht übte das Seniorat von Redwitz im begrenzten Umfang aus. Es hatte ggf. an das bambergische Centamt Kronach auszuliefern. Das bayreuthische Vogteiamt Seibelsdorf beanspruchte ebenfalls das Hochgericht. Das Kastenamt Kronach war der Grundherr der Schneidmühle.
Mit dem Gemeindeedikt wurde Vogtsmühle dem 1808 gebildeten Steuerdistrikt Unterrodach und der 1818 gebildeten Ruralgemeinde Unterrodach zugewiesen. Am 1. Mai 1978 wurde die Gemeinde Marktrodach gebildet, in die die ehemalige Gemeinde Unterrodach eingegliedert wurde.

### Einwohnerentwicklung
| Jahr      | 001818 | 001861 | 001871 | 001885 | 001900 | 001925 | 001950 | 001961 | 001970 | 001987 |
| Einwohner |        | 5      | 6      | 10     | 6      | 7      | *      | *      | 2      | 9      |
| Häuser    | 1      |        |        | 1      | 1      | 1      | *      | *      |        | 1      |
| Quelle    | [ 5 ]  | [ 7 ]  | [ 8 ]  | [ 9 ]  | [ 10 ] | [ 11 ] | [ 12 ] | [ 13 ] | [ 14 ] | [ 1 ]  |

## Religion
Der Ort ist evangelisch-lutherisch geprägt und war ursprünglich nach St. Andreas (Seibelsdorf) gepfarrt. Seit der Gründung der Pfarrei St. Michael (Unterrodach) am 31. März 1804 sind die Lutheraner dorthin gepfarrt.